# Emmanuel Rashba
Emmanuel I. Rashba (Kiev, 30 de outubro de 1927) é um físico teórico ucraniano que trabalhou na Ucrânia, Rússia e Estados Unidos. Rashba é conhecido por suas contribuições em diferentes áreas da física da matéria condensada e spintrônica, especialmente o efeito Rashba e também para a predição de ressonância de spin dipolo elétrico, força de oscilador gigante de impureza de excítons, e para a área de conhecimento sobre coexistência de excitons livres e auto-aprisionados.